# Albert Blattmann
Albert Blattmann (8 de setembro de 1904 — 19 de maio de 1967) foi um ciclista suíço. Competiu nos Jogos Olímpicos de Verão de 1924 em Paris, onde fez parte da equipe de ciclismo suíça que terminou em quarto lugar no contrarrelógio por equipes. Foi o quinto colocado no contrarrelógio individual.
Foi campeão nacional suíço de estrada em 1928.